# Sigismondo Gonzaga

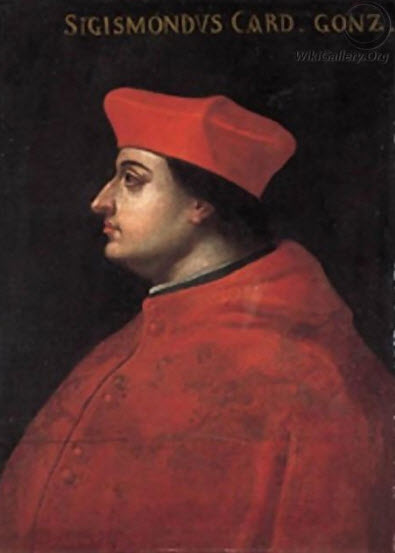
Kardinal Sigismondo Gonzaga

Sigismondo Gonzaga (* 1469 in Mantua; † 3. Oktober 1525 ebenda) war der Sohn des Markgrafen Federico I. Gonzaga von Mantua und seit 1505 Kardinal.

## Herkunft und Werdegang

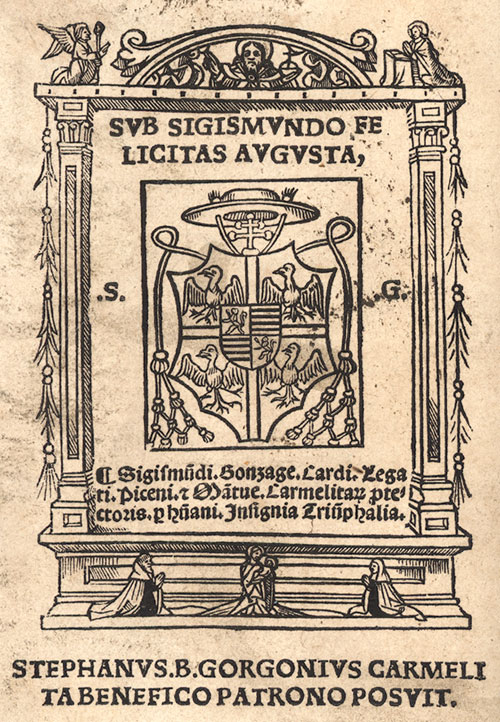
Gonzagas Kardinalswappen (Holzschnitt um 1515)

Seine Mutter war Margarete von Bayern (1442–1479), eine Tochter Herzog Albrechts III. von Bayern-München.
Papst Julius II. erhob ihm im Konsistorium vom 1. Dezember 1505 zum Kardinaldiakon mit der Titelkirche Santa Maria Nuova (Santa Francesca Romana). Am 10. Februar 1511 wurde er Bischof von Mantua und überließ das Amt am 10. Mai 1521 seinem Neffen Ercole Gonzaga. 1512 wurde Sigismondo als Nachfolger von Giovanni de’ Medici Legat in Bologna und 1521 auch in der Mark Ancona. 1524 wurde er Apostolischer Administrator des Bistums Aversa.
Nach seinem Tod wurde Sigismondo am 13. Oktober 1525 in der Kathedrale San Pietro in Mantua beigesetzt. 